# Romeo C. Espino

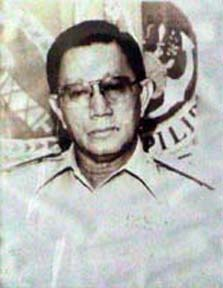
General Romeo C. Espino

Romeo C. Espino (* 20. Dezember 1914 in Los Baños, Provinz Laguna) war ein General der Streitkräfte der Philippinen (AFP).

## Leben
Espino studierte nach dem Schulbesuch als Absolvent des Reserve Officers’ Training Corps (ROTC) an der University of the Philippines in Los Baños und trat nach Beendigung des Studiums 1937 in die Streitkräfte der Philippinen ein. Während des Zweiten Weltkrieges gehörte er zu den Überlebenden des Todesmarsches von Bataan 1942 nach der Niederlage gegen die Kaiserlich Japanische Armee in der Schlacht von Bataan am 9. April 1942. Nach seiner Freilassung kehrte er zur Armee zurück und beteiligte sich an den Kämpfen zur Rückeroberung der Philippinen von der japanischen Besatzungsmacht.
Nach dem Kriege stieg er innerhalb der AFP auf und war zunächst als Brigadegeneral Kommandeur der 1. Infanteriedivision (1st Infantry Tabak Division) in West-Mindanao auf der Zamboanga-Halbinsel zwischen Juni 1966 und Februar 1967 und dann von Januar 1967 bis Mai 1968 Kommandierender General der Armee.
Danach war er von 1972 bis 1981 Chef des Stabes der AFP (AFP Chief of Staff) war und damit die höchste militärische Position bekleidete. Espino hatte dieses Amt während der durch den diktatorisch regierenden Präsidenten Ferdinand Marcos neun Jahre inne und damit länger als jeder andere Chef des Stabes.
Er gehörte nach der Verhängung des Kriegsrechts zum wegen seiner Treue und engen Verbundenheit zum Präsidenten auch „Zwölf Jünger“ genannten engen militärischen Führungskreis, zu dem auch noch Verteidigungsminister Juan Ponce Enrile, der Kommandierende General des Heeres General Rafael Z. Zagala, der Chef der Philippine Constabulary (PC) General Fidel Ramos, der Luftwaffenchef General Jose Rancudo, der Kommandeur der Marine Admiral Hilario Ruiz, der Chef des Sicherheitskommandos des Präsidenten General Fabian Ver, der Chef des Militärischen Nachrichtendienstes General Ignacio Paz, der Kommandeur der PC Zone I General Tomas Diaz, der Kommandeur des PC-Kommandos von Metro Manila Oberst Alfredo Montoya, der Kommandeur des PC-Kommandos der Provinz Rizal Oberst Romeo Gatan sowie der Abgeordnete des Kongresses (Batasang Pambansa) Eduardo Cojuangco, der mit dem Rang eines Obersts in den aktiven Dienst zurückbeordert wurde.
Espino wurde darüber hinaus bereits 1975 Präsident des Roten Kreuzes der Philippinen und übte dieses Amt bis 1998 aus.
Nach seinem Tode wurde er auf dem Ehrenfriedhof Libingan ng mga Bayani in Manila beigesetzt.